# 作山和英
作山 和英（さくやま かずひで、1969年6月4日 - ）は、福島県相馬市出身の元プロ野球選手（投手）。

## 来歴・人物
学法石川高では、2年生時の1986年に夏の甲子園に控え投手として出場。2回戦（初戦）で東洋大姫路高の長谷川滋利、島尾康史の継投に抑えられ敗退。この試合ではリリーフとして起用され甲子園初登板を果たす。翌1987年には春の選抜にも出場。1回戦で先発するが池田高に敗れる。高校同期に伊藤博康、諸積兼司がいた。
高校卒業後は、高校同期の伊藤とともに東北福祉大学に進学。仙台六大学野球リーグでは在学中7回優勝。1991年の全日本大学野球選手権大会では決勝で関大と対戦。延長17回の熱戦を制し優勝投手となる。同年は大学の同期である斎藤隆、浜名千広、金本知憲らとともに日米大学野球選手権大会にも出場した。4年春ベストナイン。
1991年のプロ野球ドラフト会議で2位指名され、浜名とともにダイエーホークスに入団。大小のスライダーを武器とした。
1992年から一軍登板を果たすも、目立った成績を残せず。
1993年に戦力外通告を受けて現役を引退した。
1994年以降、福岡ダイエー・ソフトバンクの北海道・東北地区担当スカウトとして活動している。担当した選手は中村晃、攝津正、松本裕樹、周東佑京、津森宥紀、大関友久など。
2018年は、全国カバーの投手担当スカウトを務めている。

## 詳細情報

### 年度別投手成績
| 年 度    | 球 団    | 登 板 | 先 発 | 完 投 | 完 封 | 無 四 球 | 勝 利 | 敗 戦 | セ 丨 ブ | ホ 丨 ル ド | 勝 率 | 打 者 | 投 球 回 | 被 安 打 | 被 本 塁 打 | 与 四 球 | 敬 遠 | 与 死 球 | 奪 三 振 | 暴 投 | ボ 丨 ク | 失 点 | 自 責 点 | 防 御 率 | W H I P |
| -------- | -------- | ----- | ----- | ----- | ----- | -------- | ----- | ----- | -------- | ----------- | ----- | ----- | -------- | -------- | ----------- | -------- | ----- | -------- | -------- | ----- | -------- | ----- | -------- | -------- | ------- |
| 1992     | ダイエー | 9     | 0     | 0     | 0     | 0        | 0     | 1     | 0        | --          | .000  | 44    | 8.1      | 13       | 2           | 6        | 0     | 0        | 2        | 0     | 0        | 9     | 8        | 8.64     | 2.28    |
| 通算:1年 | 通算:1年 | 9     | 0     | 0     | 0     | 0        | 0     | 1     | 0        | --          | .000  | 44    | 8.1      | 13       | 2           | 6        | 0     | 0        | 2        | 0     | 0        | 9     | 8        | 8.64     | 2.28    |

### 記録
- 初登板：1992年4月7日、対千葉ロッテマリーンズ1回戦（千葉マリンスタジアム）、8回裏に2番手として登板・完了、1回無失点
- 初奪三振：1992年9月11日、対近鉄バファローズ16回戦（藤井寺球場）、8回裏に加藤正樹から

### 背番号
- 10 （1992年 - 1993年）

### 代表歴
- 第20回日米大学野球選手権大会 日本代表